# Aleksandr Popow (pułkownik)
Aleksandr Siergiejewicz Popow (ros. Александр Сергеевич Попов, ur. 12 września 1921 we wsi Wasiljewskaja w powiecie kargopolskim w guberni wołogodzkiej, obecnie w rejonie niandomskim w obwodzie archangielskim, zm. 22 marca 1991 w Krasnodarze) – radziecki wojskowy, pułkownik, Bohater Związku Radzieckiego (1945).

## Życiorys
Urodził się w rodzinie chłopskiej. Od 1932 mieszkał z rodziną w Archangielsku, gdzie w 1939 skończył szkołę średnią, 1 września 1939 został powołany do Armii Czerwonej, 10 czerwca 1941 ukończył szkołę artylerii w Kijowie i został dowódcą plutonu w 7 pułku artylerii haubic 8 Dywizji Pancernej 6 Armii w Kijowskim Specjalnym Okręgu Wojskowym (obwód lwowski). Od 22 czerwca 1941 uczestniczył w wojnie z Niemcami na Froncie Południowo-Zachodnim, 8 lipca 1941 w rejonie Starokonstantynowa został ciężko ranny, po wyleczeniu w maju 1942 został dowódcą plutonu szkolnego 29 pułku artylerii haubic 9 Zapasowej Brygady Artylerii Frontu Zakaukaskiego w Tbilisi, a w lipcu 1942 dowódcą baterii 1950 pułku artylerii haubic Rezerwy Głównego Dowództwa 45 Armii Frontu Zakaukaskiego w Leninakanie (obecnie Giumri). W grudniu 1942 wrócił na front jako dowódca baterii 50 zapasowego pułku artylerii 44 Armii Frontu Zakaukaskiego, później (od stycznia 1943) Północno-Kaukaskiego, a od lutego 1943 Południowego. Od lutego 1943 do lutego 1945 dowodził baterią haubic 122-milimetrowych w 1054 pułku artylerii w składzie 44, 51 i 5 Armii Uderzeniowej, walcząc kolejno na Froncie Południowym, 4 Ukraińskim (od października 1943), 3 Ukraińskim (od marca 1944) i 1 Białoruskim (od listopada 1944). Brał udział w operacji północnokaukaskiej (styczeń 1943), rostowskiej (styczeń-luty 1943), miusskiej (lipiec 1943), donbaskiej (sierpień-wrzesień 1943), melitoppolskiej (wrzesień-październik 1943), nikopolsko-krzyworoskiej (styczeń-luty 1944), bieriezniegowato-snigiriowskiej (marzec 1944), odeskiej (kwiecień 1944), obronie przyczółków na Dniestrze wiosną i latem 1944 i w operacji jassko-kiszyniowskiej w sierpniu 1944. Od 1943 należał do WKP(b). Wyróżniał się odwagą, m.in. w walkach o Melitopol w październiku 1943, gdy jego bateria odparła 4 kontrataki wroga, a także podczas operacji wiślańsko-odrzańskiej w styczniu 1945; w walkach o Budy Augustowskie 14 stycznia 1945 jego bateria zadała duże straty przeciwnikowi. 16 stycznia 1945 jako kapitan brał udział w walkach o Białobrzegi. 8 lutego 1945 w walkach na przyczółku kostrzyńskim został ponownie ciężko ranny, przez kilka następnych miesięcy leczył się w szpitalach. W październiku 1945 został dowódcą dywizjonu artylerii, od grudnia 1946 był zastępcą dowódcy dywizjonu artylerii w Grupie Wojsk Radzieckich w Niemczech, w 1949 ukończył wyższą oficerską szkołę artylerii w Leningradzie, później służył w Nadwołżańskim Okręgu Wojskowym jako dowódca dywizjonu artylerii. W 1956 ukończył centralne artyleryjskie kursy doskonalenia kadry oficerskiej i został oficerem, a w październiku 1957 starszym oficerem Wydziału Przysposobienia Bojowego w sztabie Nadwołżańskiego Okręgu Wojskowego, w 1961 ukończył wyższe kursy akademickie przy Wojskowej Akademii Sztabu Generalnego i został zastępcą dowódcy pułku artylerii w Turkiestańskim Okręgu Wojskowym (10 lipca 1962 otrzymał stopień pułkownika), od stycznia 1968 do czerwca 1970 był naczelnikiem wojsk rakietowych i artylerii dywizji w tym okręgu, następnie został zwolniony do rezerwy z powodu choroby. Później pracował w DOSAAF w Krasnodarze.

## Odznaczenia
- Złota Gwiazda Bohatera Związku Radzieckiego (27 lutego 1945)
- Order Lenina (27 lutego 1945)
- Order Czerwonego Sztandaru (11 listopada 1943)
- Order Wojny Ojczyźnianej I klasy (11 marca 1985)
- Order Czerwonej Gwiazdy (dwukrotnie, 28 sierpnia 1944 i 26 października 1955)
- Medal „Za Odwagę” (4 października 1943)
- Medal „Za zasługi bojowe” (15 listopada 1950)
- Medal „Za obronę Kaukazu” (1944)
- Medal „Za wyzwolenie Warszawy” (1945)
- Medal „Za zwycięstwo nad Niemcami w Wielkiej Wojnie Ojczyźnianej 1941–1945” (1945)
- Medal 100-lecia urodzin Lenina (1970)
- Medal „Weteran Sił Zbrojnych ZSRR” (20 stycznia 1977)
- Medal „Weteran pracy” (20 lutego 1985)
- Medal „Za nienaganną służbę” (10 stycznia 1961)
- Krzyż Walecznych (Polska Ludowa, 24 kwietnia 1946)
- Medal 24-lecia wyzwolenia Rumunii od faszystowskiego najeźdźcy (Rumunia, 3 listopada 1961)

I inne.